# Governatore del Michigan

Stendardo del Governatore

Il Governatore del Michigan (in inglese: Governor of Michigan) è il capo del governo dello stato  statunitense del Michigan.

## Elenco
Democratico (19)  
  Repubblicano (28)
  Whig (2)
| #  | Foto | Nome                     | Mandato          | Mandato          | Partito      | Vicegovernatore                                                                              |
| #  | Foto | Nome                     | Inizio           | Termine          | Partito      | Vicegovernatore                                                                              |
| -- | ---- | ------------------------ | ---------------- | ---------------- | ------------ | -------------------------------------------------------------------------------------------- |
| 1  |      | Stevens Mason            | 6 ottobre 1835   | 7 gennaio 1840   | Democratico  | Edward Mundy                                                                                 |
| 2  |      | William Woodbridge       | 7 gennaio 1840   | 23 febbraio 1841 | Whig         | James Gordon Wright                                                                          |
| 3  |      | James Gordon Wright      | 23 febbraio 1841 | 3 gennaio 1842   | Whig         | Thomas J. Drake                                                                              |
| 4  |      | John S. Barry            | 3 gennaio 1842   | 5 gennaio 1846   | Democratico  | Origene D. Richardson                                                                        |
| 5  |      | Alpheus Felch            | 5 gennaio 1846   | 3 marzo 1847     | Democratico  | William L. Greenly                                                                           |
| 6  |      | William L. Greenly       | 4 marzo 1847     | 3 gennaio 1848   | Democratico  | Charles P. Bush                                                                              |
| 7  |      | Epaphroditus Ransom      | 3 gennaio 1848   | 7 gennaio 1850   | Democratico  | William M. Fenton                                                                            |
| 8  |      | John S. Barry            | 7 gennaio 1850   | 1º gennaio 1852  | Democratico  | William M. Fenton                                                                            |
| 9  |      | Robert McClelland        | 1º gennaio 1852  | 7 marzo 1853     | Democratico  | Calvin Britain e Andrew Parsons                                                              |
| 10 |      | Andrew Parsons           | 8 marzo 1853     | 3 gennaio 1855   | Democratico  | George Griswold                                                                              |
| 11 |      | Kinsley S. Bingham       | 3 gennaio 1855   | 5 gennaio 1859   | Repubblicano | George Coe                                                                                   |
| 12 |      | Mosè Wisner              | 5 gennaio 1859   | 2 gennaio 1861   | Repubblicano | Edmund B. Fairfield                                                                          |
| 13 |      | Austin Blair             | 2 gennaio 1861   | 3 gennaio 1865   | Repubblicano | James M. Birney, Joseph R. Williams, Henry T. Backus e Charles S. May                        |
| 14 |      | Henry H. Crapo           | 3 gennaio 1865   | 6 gennaio 1869   | Repubblicano | Ebenezer Grosvenor e Dwight May                                                              |
| 15 |      | Henry Baldwin            | 6 gennaio 1869   | 1º gennaio 1873  | Repubblicano | Morgan Bates                                                                                 |
| 16 |      | John J. Bagley           | 1º gennaio 1873  | 3 gennaio 1877   | Repubblicano | Henry H. Holt                                                                                |
| 17 |      | Charles Croswell         | 3 gennaio 1877   | 1º gennaio 1881  | Repubblicano | Alonzo Sessions                                                                              |
| 18 |      | Jerome David             | 1 Gen 1881       | 1º gennaio 1883  | Repubblicano | Moreau S. Crosby                                                                             |
| 19 |      | Josiah Begole            | 1º gennaio 1883  | 1º gennaio 1885  | Democratico  |                                                                                              |
| 20 |      | Russell Alger            | 1º gennaio 1885  | 1º gennaio 1887  | Repubblicano | Archibald Buttars                                                                            |
| 21 |      | Cyrus G. Luce            | 1º gennaio 1887  | 1º gennaio 1891  | Repubblicano | James H. MacDonald e \| William Ball                                                         |
| 22 |      | Edwin B. Winans          | 1º gennaio 1891  | 1º gennaio 1893  | Democratico  | John Strong                                                                                  |
| 23 |      | John T. Rich             | 1º gennaio 1893  | 1º gennaio 1897  | Repubblicano | J. Wight Giddings, Alfred Milnes e Joseph R. McLaughlin                                      |
| 24 |      | Hazen S. Pingree         | 1º gennaio 1897  | 1º gennaio 1901  | Repubblicano | Thomas B. Dunstan e Orrin W. Robinson                                                        |
| 25 |      | Aaron T. Bliss           | 1º gennaio 1901  | 1º gennaio 1905  | Repubblicano | Orrin W. Robinson, Alexander Maitland                                                        |
| 26 |      | Fred M. Warner           | 1º gennaio 1905  | 2 gennaio 1911   | Repubblicano | Alexander Maitland e Patrick H. Kelley                                                       |
| 27 |      | Chase Osborn             | 2 gennaio 1911   | 1º gennaio 1913  | Repubblicano | John Q. Ross                                                                                 |
| 28 |      | Woodbridge Nathan Ferris | 1º gennaio 1913  | 1º gennaio 1917  | Democratico  | repubblicano John Q. Ross e Luren Dickinson                                                  |
| 29 |      | Albert Sleeper           | 1º gennaio 1917  | 1º gennaio 1921  | Repubblicano | Luren Dickinson                                                                              |
| 30 |      | Alex Groesbeck           | 1º gennaio 1921  | 1º gennaio 1927  | Repubblicano | Thomas Read e George W. Welsh                                                                |
| 31 |      | Fred Green               | 1º gennaio 1927  | 1º gennaio 1931  | Repubblicano | Luren Dickinson                                                                              |
| 32 |      | Wilber Marion Brucker    | 1º gennaio 1931  | 1º gennaio 1933  | Repubblicano | Luren Dickinson                                                                              |
| 33 |      | William Comstock         | 1º gennaio 1933  | 1º gennaio 1935  | Democratico  | E. Allen Stebbins                                                                            |
| 34 |      | Frank Fitzgerald         | 1º gennaio, 1935 | 1º gennaio 1937  | Repubblicano | Thomas Read                                                                                  |
| 35 |      | Frank Murphy             | 1º gennaio 1937  | 1º gennaio 1939  | Democratico  | Leo J. Nowicki                                                                               |
| 36 |      | Frank Fitzgerald         | 1º gennaio 1939  | 16 marzo 1939    | Repubblicano | Luren Dickinson                                                                              |
| 37 |      | Luren Dickinson          | 16 marzo 1939    | 1º gennaio 1941  | Repubblicano | Matilda Dodge Wilson                                                                         |
| 38 |      | Murray Van Wagoner       | 1º gennaio 1941  | 1º gennaio 1943  | Democratico  | Frank Murphy                                                                                 |
| 39 |      | Harry Kelly              | 1º gennaio 1943  | 1º gennaio 1947  | Repubblicano | Eugene C. Keyes, Vernon J. Brown                                                             |
| 40 |      | Kim Sigler               | 1º gennaio 1947  | 1º gennaio 1949  | Repubblicano | Eugene C. Keyes                                                                              |
| 41 |      | G. Mennen Williams       | 1º gennaio 1949  | 1º gennaio 1961  | Democratico  | John W. Connolly, William C. Vandenberg, Clarence A. Reid, Philip A. Hart, John B. Swainson, |
| 42 |      | John Swainson            | 1º gennaio 1961  | 1 Gen 1963       | Democratico  | T. John Lesinski                                                                             |
| 43 |      | George W. Romney         | 1º gennaio 1963  | 22 gennaio 1969  | Repubblicano | T. John Lesinski                                                                             |
| 44 |      | William Milliken         | 22 gennaio 1969  | 1º gennaio 1983  | Repubblicano | Thomas F. Schweigert                                                                         |
| 45 |      | James Blanchard          | 1º gennaio 1983  | 1º gennaio 1991  | Democratico  | Martha Griffiths                                                                             |
| 46 |      | John Engler              | 1º gennaio 1991  | 1º gennaio 2003  | Repubblicano | Connie Binsfeld, Dick Posthumus                                                              |
| 47 |      | Jennifer Granholm        | 1º gennaio 2003  | 1º gennaio 2011  | Democratico  | John D. Cherry, Jr.                                                                          |
| 48 |      | Rick Snyder              | 1º gennaio 2011  | 1º gennaio 2019  | Repubblicano | Brian Calley                                                                                 |
| 49 |      | Gretchen Whitmer         | 1º gennaio 2019  | in carica        | Democratico  | Garlin Gilchrist                                                                             |